# فيلي شو
فيلي شو (بالإنجليزية: Willie Shaw)‏ هو لاعب كرة قدم أمريكية أمريكي، ولد في 11 يناير 1944 في غلينمورا في الولايات المتحدة.